# Бінбаші (військове звання)

Погони Збройних Сил Туреччина

Бімбаша́ або бінбаша́ (тур. binbaşı, читається бінбаши) командував тисячею солдатів в Османській імперії. Після реорганізації турецької армії на початку 19 століття бімбаша став командиром батальйону. Це відповідає рангу майора в сучасній військовій термінології.
Слово походить від тур. bin (укр. тисяча) та тур. baş (укр. голова у значенні лідер, командир).